# 홍성학
홍성학 아우구스티노는 한국 천주교 서울대교구 소속의 사제이며, 가톨릭출판사 사장으로 임명된 성직자이다. 1961년 7월 18일 생으로 1989년 2월 4일 사제 서품을 받았다.

## 학력
서울특별시 혜화동에 있던 성신고등학교 소신학교를 졸업 후, 가톨릭대학교 성신교정에 진학한다.

## 사제 서품
1989년 2월 4일 사제 서품을 받고 신부가 된다. 군종교구 사목직을 맡게되어 영천 3사관학교에 들어가 육군장교 후보생이 된 후, 후보생 과정을 마치고 대위로 임관한다. 대한민국 국군의 천주교 군종장교는 타 종파와 달리 신학생 시절에 일반병으로 징병을 마친 이가 많다. 대부분 징병제로 입대하고 병장 계급으로 만기전역한다. 징병에 따른 군경력으로 천주교 군종장교 후보생은 타 종파의 군종장교 후보생보다 나이가 많다. 그런 특수성을 이해하여 대한민국 국군은 천주교 군종장교의 임관 계급을 보통 대위로 한다.

## 업적
논산에 위치한 육군훈련소는 많은 신자가 새로 들어오는 전도의 황금어장이다. 그럼에도 육군훈련소에 있는 성당 시설은 매우 낙후하였다. 이를 본 홍성학 신부는 육군훈련소 성당을 새로 건설할 계획을 하고 '연무대 성전건립추진위원회'를 발촉시켰다. 그는 천주교 서울대교구의 성당을 직접 순회하며 모금 활동을 하였다. 2009년 육군훈련소 성당은 '김대건 성당'이라는 이름으로 재건축되었고, 같은 해 9월 19일 봉헌식이 열렸다.

## 퇴역
2010년 9월 중령 계급으로 퇴역하였다.

## 가톨릭출판사사장 임명
퇴역 후 특수사목직을 받은 홍성학 신부는 천주교 서울대교구 산하재단 (재)가톨릭출판사의 사장으로 임명되었고, 2010년 10월 1일부터 사장직을 수행하기 시작하였다.

### 활동
가톨릭출판사 사장에 임명된 후 공격적인 경영을 내세우고 있다. 2011년 '꼭 읽어야 할 그리스도교 고전 시리즈' 마케팅을 시작하여 가톨릭 고전 인문서적의 개정판이 출판되었다. 그외 박홍근 아동문학상의 시상 운영을 맡게되어 시상 운영을 준비 중이다.